# Dunkelamarant
Der Dunkelamarant (Lagonosticta rubricata), auch Dunkelrote Amarant, Dunkelroter Astrild oder Hellroter Astrild genannt, ist ein Vogel aus der Familie der Prachtfinken (Estrildidae). Sein Verbreitungsgebiet ist West-, Ost- und Zentralafrika.

## Beschreibung
Der Dunkelamarant erreicht eine Körpergröße bis zu 11 Zentimeter. Sein Federkleid ist leuchtend rot. An der Brust weist er gelegentlich einige winzige Sprenkel Weiß auf. Das Weibchen ähnelt dem Männchen, es ist jedoch etwas matter gefärbt. Der Dunkelamarant weist sehr große Ähnlichkeit mit dem nah verwandten Rosenamarant auf, von dem er sich nur dadurch unterscheidet, dass die zweite Handschwinge von außen an der Innenfahne verengt ist. Vom Braunbürzelamarant, dem Pünktchenamarant und dem Senegal-Amarant unterscheidet er sich durch schwarze oder schwärzliche Unterschwanzdecken.

## Lebensweise
Der Lebensraum des Dunkelamaranten sind Buschwerk, Farn und Gras am Waldrand, dichtes Ufergebüsch an Flüssen, Unterholz lichter Wälder und buschdurchsetzte Hochgrassavanne. Er fehlt gewöhnlich in der Trockensteppe und in dichteren Waldgebieten. Seine Hauptnahrung sind kleine Samen einjähriger Gräser. Daneben frisst er auch kleine Insekten. Zur Nahrungssuche kommt er auf den Boden, flüchtet bei Gefahr jedoch sofort ins dichte Gebüsch.
Das Stimmrepertoire der Dunkelamaranten ist sehr groß und er wird zu den stimmbegabtesten Prachtfinken gezählt. Sein Lautrepertoire reicht von einem melodisch trillernden und flötendem Gesang bis zu zwitschernden und miauenden Lauten.
Die Brutzeit variiert in Abhängigkeit vom Standort. In Südafrika fällt die Brutzeit in den südlichen Sommer, ansonsten brütet er jedoch am Ende der Regenzeit und zu Beginn der Trockenzeit. Der Dunkelamarant zeigt die Amaranten-typische Balz, in dem das Männchen mit einem Halm oder einer Feder im Schnabel vor dem Weibchen tanzt. Dabei ist der Schwanz gefächert oder wird auf und ab bewegt. Der Dunkelamarant ist ein Freibrüter. Das Nest wird meist niedrig über dem Erdboden errichtet und steht einzeln, auch wenn Dunkelamaranten kein Revier verteidigen. Das Nistmaterial besteht aus trockenen Grashalmen, Kokos- und Sisalfasern. Das Weibchen legt zwischen drei und fünf Eier, die 11 bis 13 Tage bebrütet werden.

## Systematik
Die geographische Variation des Dunkelamaranten ist noch nicht abschließend beschrieben und die Abgrenzung einzelner Unterarten ist daher strittig. Einzelne Autoren nennen bis zu fünf Unterarten. Der Mali-Amarant, der von einigen Autoren als Unterart des Dunkelamaranten angesehen wird, wird überwiegend als eigenständige Art eingeordnet.

## Haltung als Ziervogel
Es ist nicht mehr möglich, den Beginn der Haltung des DDunkelamaranten genau zu bestimmen, da einige Unterarten früher als selbständige Arten mit eigenem Namen gehandelt wurden und andere Unterarten heute Artstatus haben. Es scheint jedoch, dass Vieillot die Art bereits zu Beginn des 19. Jahrhunderts hielt und züchtete.
Für die Käfighaltung ist der Dunkelamarant wenig geeignet, da er darin schreckhaft und scheu bleibt. Er wird normalerweise in großen Volieren gehalten. Wenn es sich um eine Gartenvoliere handelt, benötigen die Vögel einen Schutzraum, dessen Raumtemperatur nicht unter 20 Grad Celsius liegt.
Auffallend beim Dunkelamarant ist die kurze Brutzeit mit circa 12 Tagen sowie die kurze Zeit der Fütterung der Jungvögel nach dem Ausfliegen mit circa 8 Tagen. Wichtig für eine erfolgreiche Zucht ist eine ausreichende Menge an Lebendfutter während der Aufzuchtphase, wie zum Beispiel frisch gehäutete Mehlwürmer. Ansonsten sollte rote Kolbenhirse, kleinkörniges Prachtfinkenfutter und Eifutter angeboten werden. Besonders wichtig ist eine ausreichende Versorgung mit Mineralien.
Der Dunkelamarant zählt zu den friedlichsten Prachtfinken und kann ohne Probleme in einer Gemeinschaftsvoliere gehalten werden. Auch während der Brutzeit kommt es zu keinerlei Problemen.

## Belege

## Einzelbelege
1. ↑  Nicolai et al., S. 169
2. ↑  Nicolai et al., S: 167
3. ↑  Nicolai et al., S. 169